# (1430) Somalia
(1430) Somalia es un asteroide que forma parte del cinturón de asteroides y fue descubierto por Cyril V. Jackson desde el observatorio Union de Johannesburgo, República Sudaficana, el 5 de julio de 1937.

## Designación y nombre
Somalia fue designado al principio como 1937 NK.
Más adelante se nombró por Somalia, un país del este de África.

## Características orbitales
Somalia está situado a una distancia media de 2,56 ua del Sol, pudiendo alejarse hasta 3,068 ua. Su excentricidad es 0,1985 y la inclinación orbital 3,288°. Emplea en completar una órbita alrededor del Sol 1496 días.